# 藤林聖子
藤林 聖子（ふじばやし しょうこ、1972年2月18日 - ）は、日本の作詞家。アンダーパレス所属。
日本大学山形高等学校、日本大学短期大学部文学科国文専攻卒業。1995年、三重野瞳の「Wonderful Bravo!」で作詞デビュー。

## 概要
J-POPの他、『ONE PIECE』「スーパー戦隊シリーズ」「仮面ライダーシリーズ」などアニメや特撮作品の主題歌・挿入歌も多数手がけている。アニメソングでは、作曲家の田中公平と組んだ作品が多い。
時代を先取りする歌詞を書くことから、ファンから「予言者」と呼ばれることもある。また、東映のプロデューサー武部直美も、「番組意図を説明し、企画書と数話分の台本しか見せていないのに、ストーリーの先々まで見通している」と述べ、やはり「預言者」と評している。目標とする作詞家は阿久悠。

## 主な作品

### 詞を提供したアーティスト
- AI
- 相川七瀬
- 青山テルマ
- AKINO with bless4
  - エクストラ・マジック・アワー
  - Golden Life
  - OVERNIGHT REVOLUTION
- AZU
- 安室奈美恵
  - I Love You
- 安良城紅
- alan
- E-Girls
  - Celebration!
  - One Two Three
  - Follow me
- ISSA
  - Justiφ's
  - TWELVE O'CLOCK
  - SO DAMAGED
- 伊藤由奈
- w-inds.
  - Some More
  - More than words
- 上原さくら
- Apink
  - Mr. Chu (On Stage)
  - Brand New Days
- 大黒摩季
- GACKT
- Kanade
- 菅野美穂
- KILLERS
- Crystal Kay
- Crimson-FANG
- 黒木メイサ
- 小泉今日子
- 後藤沙緒里
- 子安武人
  - Who's that l.D
  - メリーさんの子猫
  - 透明な窓
  - Back to Haven
  - mother
  - Tiny Little Song
  - Dr.Strange Love Love
- 佐々木彩夏
  - Bunny Gone Bad
  - SPECIALIZER
- 紗羅マリー
  - Gossip
  - Mirror Mirror feat.COMA-CHI
  - Lil' witches
  - DARK CHERRY
- 三代目J Soul Brothers
  - Love changes everything
- GENERATIONS from EXILE TRIBE
  - Hard Knock Days
- 下川みくに
- Jazztronik
- John-Hoon
- 鈴木愛奈
  - Cocoon[6]
- 鈴木蘭々
- センラ
- Sowelu
- Tyler
- 高橋秀幸
- 竹達彩奈
- 田原俊彦
  - S.E.X. feat.LUV
  - TRUST IN ME
- 田村芽実
- 露崎春女
- つるの剛士
- T-ARA
  - Roly-Poly
  - Apple is A
  - Lovey-Dovey
  - T-ARATiC MAGiC MUSiC
- Tasty Jam
- 東京パフォーマンスドール
  - BRAND NEW STORY
  - DREAMIN'
- 東方神起
  - ウィーアー!
- TWICE
  - Wonderful Day
  - TT
  - BDZ
- TOKIO
  - Oh! Heaven
- 中林芽依（May'n）
- BIGBANG
- 平井堅
- 平野綾
- Foxxi misQ
- F.O.H featuring Rymester
- FLAME
- Hey! Say! JUMP
- BENI
- BoA
- BOYS AND MEN
  - 男は歌舞いて花となれ
- 三浦大知
- 三重野瞳
  - Wonderful Bravo!
- 水樹奈々
  - undercover
  - 夏恋模様
  - UNBREAKABLE
  - 理想論
  - FEARLESS HERO
  - Crescent Child
  - ダーリンプラスティック
  - アンティークナハトムジーク
  - ALONE ARROWS
  - RODEO COWGIRL
  - Red Breeze
  - Electric Trick
- 水瀬いのり
  - Innocent flower
  - ソライロ [7]
- May J.
- ももいろクローバーZ
  - WE ARE BORN
  - 境界のペンデュラム
- 森山良子
- YA-KYIM
- 山田優
- 悠木碧
  - クピドゥレビュー
- ♥♥♥LOVE♥♥♥
  - Crazy Love
- Rain Drops
  - VOLTAGE
  - ラブヘイト（藤林聖子&三枝明那）
- Lead

### 特撮ソング
※太字は主題歌
- 激走戦隊カーレンジャー（1996年）
  - Merry Xmas! from カーレンジャー（挿入歌 歌：カーレンジャー（岸祐二、増島愛浩、福田佳弘、本橋由香、来栖あつこ）&ダップ（CV.まるたまり））
- 電磁戦隊メガレンジャー（1997年）
  - Bomb Dancingメガレンジャー（夏季限定エンディングテーマ 歌：朝川ひろこ）
  - サイバースライダー TMY（挿入歌 歌：高尾直樹）
- 星獣戦隊ギンガマン（1998年）
  - 星獣戦隊ギンガマン（オープニングテーマ 歌：希砂未竜）
  - はだしの心で（エンディングテーマ 歌：希砂未竜）
  - ギンガピンクサヤ・花の戦士（挿入歌 歌：朝川ひろこ）
  - その名はシェリンダ（挿入歌 歌：シェリンダ（CV.水谷ケイ））
  - きっと足りない（挿入歌 歌：渕上祥人）
  - ずっと、きっと、もっと、もっと!（挿入歌 歌：リョウマ（前原一輝）、ハヤテ（末吉宏司）、ゴウキ（照英）、ヒカル（高橋伸顕）、サヤ（宮澤寿梨）、ヒュウガ（小川輝晃））
- 救急戦隊ゴーゴーファイブ（1999年）
  - この星を この街を（エンディングテーマ 歌：高山成孝）
  - Go! ファイブ Go! ファイト（挿入歌 歌：石原慎一）
  - 救命唱歌 －巽防災研究所歌－（挿入歌 歌：GOGO合唱団）
  - Go! Love Sick（挿入歌 歌：速瀬京子（宮村優子））
  - ディーナス症候群（挿入歌 歌：ディーナス（CV.平沢草））
  - タンゴ・サ・イマ（挿入歌 歌：ピエール（CV.松野太紀））
  - Chance or Death（挿入歌 歌：T.Bros.（巽マトイ（西岡竜一朗）、巽ナガレ（谷口賢志）、巽ショウ（原田篤）、巽ダイモン（柴田賢志）、巽マツリ（坂口望二香））
- 仮面ライダークウガ（2000年）
  - 仮面ライダークウガ!（オープニングテーマ 歌：田中昌之）
  - 青空になる（エンディングテーマ 歌：橋本仁）
- 仮面ライダーアギト（2001年）
  -  仮面ライダーAGITO（前期オープニングテーマ 歌：石原慎一）
  - BELIEVE YOURSELF（エンディングテーマ 歌：風雅なおと）※挿入歌として制作されたものだが、エンディングテーマと同じ形式で使用された。以下『仮面ライダー響鬼』を除く平成仮面ライダーシリーズのエンディングテーマは挿入歌を指す。
  - Stranger in the dark（エンディングテーマ 歌：坂井紀雄）
  - MACHINE TORNADER（エンディングテーマ 歌：石原慎一）
  - DEEP BREATH（エンディングテーマ 歌：RIDER CHIPS Featuring ROLLY ）
  - もうひとつの仮面の戯曲（挿入歌 歌：白石圭美）
  - 仮面ライダーAGITO 24.7 version（後期オープニングテーマ 歌：石原慎一）
- 仮面ライダー龍騎（2002年）
  - spinnin' around（キャラクターソング 歌：浅倉威（C.V.萩野崇））
  - Final Edition ドラグランザー・ダークレイダー（イメージソング 歌：高尾直樹）
- 忍風戦隊ハリケンジャー（2002年）
  - Hi-Dee-Hoo! シュリケンジャー（挿入歌 歌：高取ヒデアキ）
- 仮面ライダー555（2003年）
  - Justiφ's（オープニングテーマ 歌：ISSA）
  - Dead or alive（エンディングテーマ 歌：石原慎一）
  - The people with no name（エンディングテーマ 歌：RIDER CHIPS Featuring m.c.A・T）
  - EGO〜eyes glazing over（エンディングテーマ 歌：ICHIDAI）
  - Justiφ's -Accel Mix-（劇場版主題歌 歌：ISSA）
- 仮面ライダー剣（2004年）
  - Round ZERO〜BLADE BRAVE（前期オープニングテーマ 歌：相川七瀬）
  - 覚醒（エンディングテーマ 歌：Ricky）
  - rebirth（エンディングテーマ 歌：橘朔也（天野浩成））
  - ELEMENTS（後期オープニングテーマ 歌：RIDER CHIPS Featuring Ricky）
  - take it a try（エンディングテーマ 歌：相川始（森本亮治））
- 特捜戦隊デカレンジャー（2004年）
  - ミッドナイトデカレンジャー（エンディングテーマ 歌：ささきいさお）
  - girls in trouble! DEKARANGER（不定期エンディングテーマ 歌：ジャスミン（木下あゆ美）&ウメコ（菊地美香）、デカレンボーイズ（載寧龍二、林剛史、伊藤陽佑）
  - Buddy Murphy〜マーフィーはともだち（挿入歌 歌：堀江美都子）
  - レスリーの青い月（劇場版挿入歌 歌：小枝）
- ウルトラQ dark fantasy（2004年）
  - ガラQ音頭（ダンス）（挿入歌 歌：くにたけみゆき）
- ハイパーボッツ（日本放送 2004年）
  - HYPER BOTTZのテーマ（オープニングテーマ 歌：堀江美都子）
  - えかきうた（エンディングテーマ 歌：堀江美都子）
- 仮面ライダー響鬼（2005年）
  - 少年よ（前期エンディングテーマ 歌：布施明）※第56回NHK紅白歌合戦出場曲
  - 始まりの君へ（後期オープニングテーマ 歌：布施明）
  - Flashback（劇場版主題歌 歌：Rin' Featuring m.c.A・T）
- 魔法戦隊マジレンジャー（2005年）
  - ブラッディーフライデーナイトメア（挿入歌 歌：ホラン千秋、北神朋美）
  - 魔導騎士ウルザード（挿入歌 歌：山田信夫）
  - Go! Yellow thunder（キャラクターソング 歌：松本寛也）
- 仮面ライダーカブト（2006年）
  - NEXT LEVEL（オープニングテーマ 歌：YU-KI）
  - FULL FORCE（エンディングテーマ 歌：RIDER CHIPS）
  - LORD OF THE SPEED（エンディングテーマ 歌：RIDER CHIPS featuring 加賀美新（佐藤祐基））
- 轟轟戦隊ボウケンジャー（2006年）
  - 冒険パンチ!（挿入歌 歌：堀江美都子）
  - Black Drive（キャラクターソング 歌：齋藤ヤスカ）
- 仮面ライダー電王（2007年）
  - Climax Jump（前期オープニングテーマ 歌：AAA DEN-O form）
  - Double-Action（エンディングテーマ 歌：野上良太郎&モモタロス（佐藤健&関俊彦））
  - Double-Action Rod form（エンディングテーマ 歌：野上良太郎&ウラタロス（佐藤健&遊佐浩二））
  - Double-Action Ax form（エンディングテーマ 歌：野上良太郎&キンタロス（佐藤健&てらそままさき））
  - Double-Action Gun form（エンディングテーマ 歌：野上良太郎&リュウタロス（佐藤健&鈴村健一））
  - Action-ZERO（エンディングテーマ 歌：桜井侑斗&デネブ（中村優一&大塚芳忠））
  - Real-Action（エンディングテーマ 歌：野上良太郎（佐藤健））
  - Climax Jump DEN-LINER form（後期オープニングテーマ 歌：モモタロス・ウラタロス・キンタロス・リュウタロス（CV.関俊彦・遊佐浩二・てらそままさき・鈴村健一））
  - Double-Action Wing form（エンディングテーマ 歌：野上良太郎&ジーク（佐藤健&三木眞一郎））
- 獣拳戦隊ゲキレンジャー（2007年）
  - 道（タオ）（エンディングテーマ 歌：水木一郎、 ヤング・フレッシュ）
  - 燃えよ激獣拳!（挿入歌 歌：宮内タカユキ）
  - マスター・シャーフー 〜暮らしの中に修行あり〜（挿入歌 歌：永井一郎）
  - 1-2-3-4 激気正義!（挿入歌 歌：成田賢）
  - 押忍! ゲキチョッパー!（挿入歌 歌：串田アキラ）
- 仮面ライダーキバ（2008年）
  - Break the Chain（オープニングテーマ 歌：Tourbillon）
  - Destiny's Play（エンディングテーマ 歌：TETRA-FANG）
  - Individual-System（エンディングテーマ 歌：TETRA-FANG）
  - Innocent Trap（エンディングテーマ 歌：TETRA-FANG）
  - Shout in the moonlight（エンディングテーマ 歌：TETRA-FANG）
  - Silent Shout（エンディングテーマ 歌：TETRA-FANG）
  - Supernova（エンディングテーマ 歌：TETRA-FANG）
  - Fight for Justice 〜Individual-System NAGO ver.〜（エンディングテーマ 歌：名護啓介（CV.加藤慶祐））
  - Roots of the King（エンディングテーマ 歌：TETRA-FANG）
  - Message（キャラクターソング 歌：TETRA-FANG）
  - With me（キャラクターソング 歌：Crimson-FANG feat.紅音也（武田航平））
  - With you（キャラクターソング 歌：Crimson-FANG feat.紅渡（瀬戸康史））
  - Rainy Rose（キャラクターソング 歌：TETRA-FANG）
  - Prayer〜Message2（キャラクターソング 歌：TETRA-FANG）
  - No matter who You are（キャラクターソング 歌：TETRA-FANG）
  - Feel the same（キャラクターソング 歌：麻生ゆり・麻生恵（高橋優・柳沢なな））
  - Keep alive（キャラクターソング 歌：次狼（松田賢二））
  - Don't lose yourself（キャラクターソング 歌：名護啓介（加藤慶祐））
  - Inherited-System（キャラクターソング 歌：素晴らしき青空の会（加藤慶祐・松田賢二・高橋優・柳沢なな））
  - Supernova Love Edit（キャラクターソング 歌： Otoya Kurenai with TETRA-FANG（武田航平））
  - Rainy Rose Queen Edit.（キャラクターソング 歌：Queen Maya（加賀美早紀））
  - Beginning 〜Message3（キャラクターソング 歌：Wataru Kurenai・Otoya Kurenai（瀬戸康史・武田航平））
- 劇場版 仮面ライダー電王&キバ クライマックス刑事（2008年）
  - Double-Action CLIMAX form（エンディングテーマ 歌：モモタロス・ウラタロス・キンタロス・リュウタロス・デネブ（CV.関俊彦・遊佐浩二・てらそままさき・鈴村健一・大塚芳忠））
- 劇場版 仮面ライダーキバ 魔界城の王（2008年）
  - Circle of Life（主題歌 歌：Crimson-FANG）
- 劇場版 さらば仮面ライダー電王 ファイナル・カウントダウン（2008年）
  - Climax Jump the Final（主題歌 歌：AAA Den-O form）
- 仮面ライダーディケイド（2009年）
  - Journey through the Decade（オープニングテーマ 歌：Gackt）
  - Ride the Wind（エンディングテーマ 歌：門矢士（井上正大））
  - Treasure Sniper（エンディングテーマ 歌：海東大樹（戸谷公人））
  - The Next Decade（劇場版主題歌 歌：GACKT）
- 侍戦隊シンケンジャー（2009年）
  - 侍戦隊シンケンジャー（オープニングテーマ 歌：サイキックラバー）
  - 四六時夢中シンケンジャー（エンディングテーマ 歌：高取ヒデアキ）
  - モヂカラ大行進（挿入歌 歌：ヤング・フレッシュ、高橋秀幸）
  - シンケン祭り（挿入歌 歌：Sister MAYO）
  - 六人の侍（挿入歌 歌：松原剛志）
  - シンケンレッド 一筆奏上（キャラクターソング 歌：ヤング・フレッシュ、志葉丈瑠（松坂桃李））
  - 青浪世直し（キャラクターソング 歌：池波流ノ介（相葉弘樹））
  - ナデシコ真剣 花吹雪（キャラクターソング 歌：白石茉子（CV.高梨臨））
  - シンケンデイズ Never give up 道中（キャラクターソング 歌：谷千明（鈴木勝吾））
  - はんなり めっちゃ武士道ガール（キャラクターソング 歌：花織ことは（森田涼花））
  - ゴールド人情 一本締め（キャラクターソング 歌：梅盛源太（相馬圭祐））
- 劇場版 超・仮面ライダー電王&ディケイド NEOジェネレーションズ 鬼ヶ島の戦艦（2009年）
  - 超 Climax Jump（主題歌 歌：DEN-O ALL STARS）
- 仮面ライダーW（2009年）
  - W-B-X 〜W Boiled Extreme〜（オープニングテーマ 歌：上木彩矢 w TAKUYA）
  - Cyclone Effect（エンディングテーマ 歌：Labor Day）
  - Free your Heat（エンディングテーマ 歌：Galveston 19）
  - Finger on the Trigger（エンディングテーマ 歌：Florida Keys）※兎音鼓と共作
  - Naturally（挿入歌 歌：園咲若菜（飛鳥凛））
  - Love♡Wars（挿入歌 歌：Queen & Elizabeth）
  - Leave all Behind（エンディングテーマ 歌：Wilma-Sidr）
  - Extreme Dream（エンディングテーマ 歌：Labor Day）
- 仮面ライダー×仮面ライダー W&ディケイド MOVIE大戦2010（2009年）
  - Stay the Ride Alive（主題歌 歌：GACKT）
- 天装戦隊ゴセイジャー（2010年）
  - ガッチャ☆ゴセイジャー（エンディングテーマ 歌：高橋秀幸）
  - データスハイパー 天使と共に（挿入歌 歌：MoJo）
- 大魔神カノン（2010年）
  - Sing your heart out（オープニングテーマ 歌：森山良子）
  - あした天気になぁれ（前期エンディングテーマ 歌：Lia）
  - 歩いて帰ろう（後期エンディングテーマ 歌：Lia）
- 仮面ライダー×仮面ライダー×仮面ライダー THE MOVIE 超・電王トリロジー（2010年）
  - Action-ZERO 2010（『EPISODE RED』エンディングテーマ 歌：桜井侑斗&デネブ（中村優一&大塚芳忠））
  - Double-Action Strike form（『EPISODE BLUE』エンディングテーマ 歌：野上幸太郎&テディ（桜田通&小野大輔））
  - Climax-Action 〜The 電王 History〜（『EPISODE YELLOW』エンディングテーマ）
- 仮面ライダーオーズ/OOO（2010年）
  - Anything Goes!（オープニングテーマ 歌：大黒摩季）
  - Regret nothing〜Tighten Up〜（エンディングテーマ 歌：火野映司（渡部秀））
  - Got to keep it real（エンディングテーマ 歌：火野映司（渡部秀））
  - Ride on Right time（エンディングテーマ 歌：火野映司（渡部秀））
  - Sun goes up（エンディングテーマ 歌：火野映司（渡部秀））
  - Time judged all（エンディングテーマ 歌：火野映司（渡部秀）&アンク（三浦涼介））
  - POWER to TEARER（エンディングテーマ 歌：火野映司（渡部秀）&串田アキラ）
  - 手をつなごう〜マツケン×仮面ライダーサンバ〜（劇場版主題歌 歌：松平健、渡部秀、三浦涼介）
- 仮面ライダー×仮面ライダー オーズ&ダブル feat.スカル MOVIE大戦CORE（2010年）
  - Finally（挿入歌 歌：メリッサ（山本ひかる））
  - Got to keep it real（挿入歌 歌：火野映司（渡部秀））
- 海賊戦隊ゴーカイジャー（2011年）
  - スーパー戦隊 ヒーローゲッター（エンディングテーマ 歌：Project.R）
  - 鋼の心 ゴーカイシルバー（挿入歌 歌：高橋秀幸）
  - 完成! 豪獣神（歌：NoB）
- 仮面ライダーフォーゼ（2011年）
  - Switch On!（オープニングテーマ 歌：土屋アンナ）
  - Giant Step（エンディングテーマ 歌：Astronauts（May'n&椎名慶治））
  - Shooting Star（エンディングテーマ 歌：everset）
  - Bounce Back（エンディングテーマ 歌：SoutherN（栗林みな実&山下洋介））
  - ENDLESS PLAY（エンディングテーマ 歌：Astronauts feat.SHINA（Vocal.椎名慶治））
  - Evolvin' Storm（エンディングテーマ 歌：everset）
  - COSMIC MIND（エンディングテーマ 歌：Astronauts（May'n・椎名慶治））
  - Voyagers（劇場版主題歌 歌：土屋アンナ）
- 特命戦隊ゴーバスターズ（2012年）
  - バスターズ レディーゴー!（前期オープニングテーマ 歌：高橋秀幸）
  - キズナ〜ゴーバスターズ!（エンディングテーマ 歌：謎の新ユニットSTA☆MEN）
  - Perfect Mission（挿入歌 歌：NoB）
  - Boost Up! ビートバスター（挿入歌 歌：高取ヒデアキ）
  - Brand New Spark!（挿入歌 歌：高取ヒデアキ）
  - One wish,One day（キャラクターソング 歌：桜田ヒロム&チダ・ニック（鈴木勝大&藤原啓治）
  - Blue Banana Moon（キャラクターソング 歌：岩崎リュウジ&ゴリサキ・バナナ（馬場良馬&玄田哲章））
  - 心配 ハニー♡バニー（キャラクターソング 歌：宇佐見ヨーコ&ウサダ・レタス（小宮有紗&鈴木達央））
  - パーフェクション!（キャラクターソング 歌：陣マサト&ビート・J・スタッグ（松本寛也&中村悠一））
  - モーフィン! ムービン! バスターズシップ!（後期オープニングテーマ 歌：高橋秀幸）
  - ライオー! 見参! チャンピオン!（挿入歌 歌：水木一郎）
- 仮面ライダー×スーパー戦隊 スーパーヒーロー大戦（2012年）
  - 情熱 〜We are Brothers〜（主題歌 歌：Hero Music All Stars）
- 仮面ライダーウィザード（2012年）
  - Life is SHOW TIME（オープニングテーマ 歌：鬼龍院翔 from ゴールデンボンバー）
  - Last Engage（エンディングテーマ 歌：仮面ライダーGIRLS）
  - Mystic Liquid（エンディングテーマ 歌：仮面ライダーGIRLS）
  - Blessed wind（エンディングテーマ 歌：RIDER CHIPS）
  - Strength of the earth（エンディングテーマ 歌：RIDER CHIPS）
  - Just The Beginning（エンディングテーマ 歌：仮面ライダーGIRLS）
  - BEASTBITE（エンディングテーマ 歌：RIDER CHIPS）
  - alteration（エンディングテーマ 歌：仮面ライダーGIRLS）
  - Missing Piece（エンディングテーマ 歌：仮面ライダーGIRLS）
  - The Finale Of The Finale（劇場版主題歌 歌：RIDER CHIPS）
  - Rollercoaster days（劇場版劇中歌 歌：仮面ライダーGIRLS）
- 獣電戦隊キョウリュウジャー（2013年）
  - VAMOLA! キョウリュウジャー（オープニングテーマ 歌：鎌田章吾）
  - Solid Bullet（キャラクターソング 歌：イアン・ヨークランド（CV.斉藤秀翼））
  - Ale! Ale! キョウリュウジャー（挿入歌 歌：鎌田章吾）
- 仮面ライダー×スーパー戦隊×宇宙刑事 スーパーヒーロー大戦Z（2013年）
  - 蒸着 〜We are Brothers〜（主題歌 歌：HERO MUSIC ALL STARS Z）
- 仮面ライダー鎧武/ガイム（2013年）
  - JUST LIVE MORE（オープニングテーマ 歌：鎧武乃風）
  - E-X-A (Exciting × Attitude)（挿入歌 歌：仮面ライダーGIRLS）
  - Never surrender（挿入歌 歌：TEAM BARON（駆紋戒斗、ザック、ペコ（小林豊、松田岳、百瀬朔））
  - 時の華（挿入歌 歌：仮面ライダーGIRLS）
  - Raise Up Your Flag（挿入歌 歌: 葛葉紘汰（佐野岳））
  - 乱舞 Escalation（エンディングテーマ（挿入歌） 歌: 葛葉紘汰＆駆紋戒斗（佐野岳＆小林豊））
  - YOUR SONG（劇場版主題歌 歌: 鎧武乃風）
- 仮面ライダー×仮面ライダー 鎧武&ウィザード 天下分け目の戦国MOVIE大合戦（2013年）
  - TEPPEN STAR（主題歌 歌: hitomi）
- 獣電戦隊キョウリュウジャーVSゴーバスターズ 恐竜大決戦! さらば永遠の友よ（2014年）
  - みんな・デ・カーニバル（主題歌 歌: 高取ヒデアキ、鎌田章吾）
- 烈車戦隊トッキュウジャー（2014年）
  - ビュンビュン!トッキュウジャー（エンディングテーマ 歌：Project.R（YOFFY、谷本貴義、鎌田章吾））
  - 雨のちレインボー（挿入歌 歌：大西洋平）
  - Green Anchor（キャラクターソング 歌：ヒカリ（横浜流星））
  - ノア ノア ノアール（キャラクターソング 歌：ノア夫人（CV.久川綾））
- 仮面ライダードライブ（2014年）
  - SURPRISE-DRIVE（オープニングテーマ 歌：Mitsuru Matsuoka EARNEST DRIVE）
  - Don't lose your mind（挿入歌 歌：S.S.P.D.〜Steel Sound Police Dept〜）
  - Full Throttle（挿入歌 歌：S.S.P.D.〜Steel Sound Police Dept〜）
  - UNLIMITED DRIVE（挿入歌 歌：仮面ライダーGIRLS）
  - Spinning Wheel（挿入歌 歌：泊進ノ介・詩島剛・チェイス（竹内涼真・稲葉友・上遠野太洸））
- スーパーヒーロー大戦GP 仮面ライダー3号（2015年）
  - Who's That Guy（主題歌 歌：及川光博）
- 手裏剣戦隊ニンニンジャー（2015年）
  - ほの風あした花（キャラクターソング 歌：伊賀崎風花（矢野優花））
- 仮面ライダーゴースト（2015年）
  - 全力スタートライン！（挿入歌 歌：Harp+y 4（奥仲麻琴、ほのかりん、落合優衣、小林かれん））
- 動物戦隊ジュウオウジャー（2016年）
  - 動物戦隊ジュウオウジャー（オープニングテーマ 歌：高取ヒデアキ）
  - レッツ! ジュウオウダンス（エンディンググテーマ 歌：大西洋平）
  - スーパー戦隊ヒーローゲッター2016（エンディングテーマ 歌：Project.R）
  - あいさつどうぶつマーチ（イメージソング 歌：ヤング・フレッシュ）
  - ジュウオウFight!（挿入歌 歌：NoB）
  - ジュウオウザワールド（挿入歌 歌：松原剛志）
  - デスデスデスガリアン!（挿入歌 歌：山形ユキオ）
  - わが故郷 ジューランド（挿入歌 歌：五條真由美）
  - 輝く王者（挿入歌 歌：Project.R（高橋秀幸、宮島咲良））
- 宇宙戦隊キュウレンジャー（2017年）
  - LUCKYSTAR（オープニングテーマ 歌：幡野智宏）
  - サソリ座の歌（キャラクターソング 歌：スティンガー（岸洋佑））
  - BLUE SKY BOY（キャラクターソング 歌：佐久間小太郎（田口翔大））
- 劇場版 仮面ライダービルド Be The One（2018年）
  - Everlasting sky（主題歌 歌：Beverly）
- 快盗戦隊ルパンレンジャーVS警察戦隊パトレンジャー（2018年）
  - ルパンレンジャーVSパトレンジャー（主題歌 歌：Project.R（吉田達彦、吉田仁美））
  - ルパンレンジャー、ダイヤルをまわせ（テーマソング 歌：吉田達彦）
  - Chase You Up!パトレンジャー（テーマソング 歌：吉田仁美）
  - 快盗ガッタイム!ルパンカイザー（挿入歌 歌：吉田達彦）
  - 警察ガッタイム!パトカイザー（挿入歌 歌：吉窪司）
  - M・A・X POWER（挿入歌 歌：谷本貴義）
  - ダイアライズ！ルパンマグナム（挿入歌 歌：幡野智宏）
  - ギャングラーズパラダイス（挿入歌 歌：串田アキラ）
  - 秘めた想い（キャラクターソング 歌：早見初美花（工藤遥））
- 仮面ライダージオウ（2018年）
  - ジオウ 時の王者（エンディングテーマ（挿入歌） 歌：常磐ソウゴ（奥野壮））
  - FUTURE GUARDIAN（挿入歌 歌： 明光院ゲイツ（押田岳）
- 仮面ライダーゼロワン（2019年）
  - REAL×EYEZ（主題歌 歌：J×Takanori Nishikawa）
- 魔進戦隊キラメイジャー（2020年）
  - 魔進戦隊キラメイジャー（オープニングテーマ 歌：大西洋平）
  - キラフル ミラクル キラメイジャー（エンディングテーマ 歌：出口たかし）
  - 魔進合体  キラメイジン（挿入歌 歌：串田アキラ）
  - 貫きシャイニング！キラメイシルバー（挿入歌 歌：出口たかし）
- 仮面ライダーセイバー（2021年）
  - Rewrite the story (挿入歌 歌：内藤秀一郎、山口貴也、青木瞭)
  - The story never ends（挿入歌 歌：知念里奈）
- 仮面ライダーリバイス（2021年、2022年）
  - liveDevil（主題歌 歌：Da-iCE feat.木村昴）
  - Go with the flo（第16話・劇場版 仮面ライダーリバイス バトルファミリア挿入歌 歌：五十嵐一輝・五十嵐大二・五十嵐さくら（前田拳太郎・日向亘・井本彩花））
  - VOLCANO（第17話挿入歌 歌：五十嵐一輝（前田拳太郎）&バイス（CV.木村昴））
  - Mirage Mirror（第44話挿入歌 歌：五十嵐大二&カゲロウ（日向亘））
  - 君はそのままで（最終話挿入歌 歌：五十嵐一輝（前田拳太郎））
  - ジョージ・狩崎のライダーシステム（イメージソング 歌：ジョージ・狩崎（濱尾ノリタカ））
- テン・ゴーカイジャー（2021年）
  - スーパー戦隊ヒーローゲッター〜テン・ゴーカイジャーver.〜 （エンディングテーマ 歌：Project.R）
- 仮面ライダーギーツ（2022年、2023年）
  - Trust・Last（主題歌 歌：倖田來未×湘南乃風）
  - Star Of the Stars Of the Stars（キャラクターソング 歌：浮世英寿（簡秀吉））
  - Undead Fire（キャラクターソング 歌：吾妻道長（杢代和人））
  - Live for the moment（挿入歌 歌 : 浮世英寿&ジーン（簡秀吉&鈴木福） ）
  - デザイア宮殿で会いましょう（キャラクターソング  歌 :ツムリ（青島心））
  - Non-fiction（キャラクターソング 歌 : ニラム（北村諒））
- リバイスForward 仮面ライダーライブ&エビル&デモンズ（2023年）
  - Love yourself（エンディング主題歌 歌：#ナイスファミリバ（前田拳太郎・日向亘・井本彩花・濱尾ノリタカ・浅倉唯・関隼汰・八条院蔵人・小松準弥））
- 仮面ライダーガッチャード（2023年、2024年）
  - CHEMY×STORY（主題歌 歌：BACK-ON、BACK-ON×FLOW）
  - What’s your FIRE（挿入歌 歌：RIDER CHIPS）
  - Living Legend（挿入歌 歌： 鳳桜・カグヤ・クォーツ（永田聖一朗））
- 仮面ライダーギーツ ジャマト・アウェイキング（2024年）
  - Dangerously（歌：倖田來未）
  - CREATORs（歌：PRAYERs（簡秀吉、佐藤瑠雅、星乃夢奈、杢代和人、青島心））
- 仮面ライダーガヴ（2024年）
  - Got Boost？（主題歌 歌：FANTASTICS from EXILE TRIBE）
- ナンバーワン戦隊ゴジュウジャー（2025年）
  - ビリビリBe-lie-ving（エンディングテーマ 歌：金子みゆ）
  - 祝福のブライダンロード（挿入歌 歌：ファイヤキャンドル（三本木大輔）、ブーケ（まるぴ））

### アニメソング
- 少女革命ウテナ（1997年）
  - truth（前期エンディングテーマ 歌：裕未瑠華）
- TVアニメ版 下級生（1999年）
  - Every Brand-new Day（オープニングテーマ 歌：安達まり）
- かいけつゾロリ（2004〜2005年）
  - ハッスル（オープニングテーマ 歌：山寺宏一）
- まじめにふまじめ かいけつゾロリ（2005〜2007年）
  - あじゃぱー（オープニングテーマ 歌：山寺宏一、愛河里花子、くまいもとこ）
  - ママの子守唄（エンディングテーマ 歌： 玉川紗己子）
  - あっちゃこっちゃゴー!（エンディングテーマ 歌：岩男潤子）
  - ゼッコーチョー!（オープニングテーマ 歌：山寺宏一）
  - イシノシかぞえうたでスカ!!（エンディングテーマ  歌：愛河里花子、くまいもとこ）
- ONE PIECE（1999年 - 、 主題歌、キャラクターソングなど）
  - ウィーアー!（オープニングテーマ 歌：きただにひろし、東方神起）
  - ウィーアー! for the new world（挿入歌、エピソードオブ東の海 主題歌 歌：きただにひろし）
  - ルフィの夢（1088話挿入歌 歌：きただにひろし）
  - ウィーゴー!（オープニングテーマ 歌：きただにひろし）
  - Hard Knock Days（オープニングテーマ 歌：GENERATIONS from EXILE TRIBE）
  - OVER THE TOP (オープニングテーマ 歌：きただにひろし）
  - あーーっす！（オープニングテーマ 歌：きただにひろし）
  - Family（エンディングテーマ 歌：麦わらの一味）
- 星のカービィ（2003年）
  - カービィ!（オープニングテーマ 歌：朝川ひろこ）
- 鋼の錬金術師（2004年）
  - I Will（エンディングテーマ 歌：Sowelu）
- トランスフォーマー スーパーリンク（2004年）
  - Calling you（エンディングテーマ 歌：谷本貴義）
- エンジェル・ハート（2005年）
  - Finally（オープニングテーマ 歌：Sowelu）
- LEMON ANGEL PROJECT（2006年）
  - Angel addict（オープニングテーマ 歌：Lemon Angel）
  - Girls in Love〜コイスルキモチ〜（エンディングテーマ 歌：長澤奈央）
- 妖逆門（2006年）
  - ふろむ 妖逆門（エンディングテーマ 歌：きみどり（福原香織））
  - 踊るばけぎゃもん〜ぷれい屋音頭（エンディングテーマ 歌：多聞三志郎（小林由美子））
  - ソラミミ妖逆門（エンディングテーマ 歌：きみどり（福原香織））
  - Always there for you（エンディングテーマ 歌：ロンドン（斎賀みつき）、きみどり（福原香織））
- Saint October（2007年）
  - Wheel of fortune（オープニングテーマ 歌：ゴスロリ少女探偵団（片岡あづさ、福井裕佳梨、小林ゆう））
  - Mellow Stereo（第26話エンディングテーマ 歌：ゴスロリ少女探偵団（片岡あづさ、福井裕佳梨、小林ゆう））
- スカイガールズ（2007年）
  - True Blue（エンディングテーマ 歌：後藤沙緒里）
  - Diamond Sparkle（エンディングテーマ 歌：片岡あづさ）
- 夢色パティシエールSP（スペシャル）プロフェッショナル（2010年）
  - Sweet Romance（オープニングテーマ 歌：五條真由美）
- ファイ・ブレイン 〜神のパズル（2011年）
  - Brain Diver（第1シリーズ・オープニングテーマ 歌：May'n）
- SKET DANCE（2011年）
  - Graffiti（オープニングテーマ 歌：GACKT）
  - ミルクとチョコレート（エンディングテーマ 歌：ChocoLe）
- 戦姫絶唱シンフォギア（2012年）
  - 君ト云ウ 音奏デ 尽キルマデ（挿入歌 歌：天羽奏（高山みなみ））
  - 私ト云ウ 音響キ ソノ先ニ（挿入歌 歌：立花響（悠木碧））
- 這いよれ! ニャル子さん（2012年）
  - ずっと Be with you（エンディングテーマ 歌：RAMMに這いよるニャル子さん）
  - 黒鋼のストライバー（劇中歌 歌：後ろから這いより隊B（真尋×余市））
- ジョジョの奇妙な冒険（2012年）
  - ジョジョ〜その血の運命（さだめ）〜（オープニングテーマ 歌：富永TOMMY弘明）
- ドキドキ!プリキュア（2013年）
  - Happy Go Lucky! ドキドキ!プリキュア（オープニングテーマ 歌：黒沢ともよ）
- 這いよれ! ニャル子さんW（全てエンディングテーマ、2013年）
  - よってS.O.S（歌：RAMMに這いよるニャル子さん）
  - Wonderナンダ?片思い（歌：RAMMに這いよる邪神さん）
  - 嫌いなワケLychee（歌：RAMMに這いよる珠緒さん）
  - Sister, Friend，Lover（歌：RAMMに這いよるクー子さんとクー音さん）
  - 愛クルセイダース†ストライバー（歌：RAMMに這いよる真尋さんと余市さん）
  - キミのとなりで（歌：RAMMに這いよるニャル子さん）
- のりスタNEO（2013年）
  - オープン ア ブック（オープニングテーマ 歌：田野アサミ）
- ブラッドラッド（2013年）
  - ViViD（オープニングテーマ 歌：May'n）
- 遊☆戯☆王ZEXAL II（2013年）
  - Wonder Wings（オープニングテーマ 歌：ダイアモンド☆ユカイ）
- やはり俺の青春ラブコメはまちがっている。（2013年）
  - Hello Alone (エンディングテーマ 歌 : 雪ノ下雪乃(CV:早見沙織)＆由比ヶ浜結衣(CV:東山奈央)
- 彼女がフラグをおられたら（2014年）
  - クピドゥレビュー（オープニングテーマ 歌：悠木碧）
  - 1st Love（はつこい）宣言（挿入歌 歌：吟遊院芹香（悠木碧））
- マジンボーン（2014年）
  - Legend Is Born（オープニングテーマ 歌：加藤和樹）
- ジョジョの奇妙な冒険 スターダストクルセイダース（2014年）
  - STAND PROUD（オープニングテーマ 歌：橋本仁）
- 金田一少年の事件簿R（2014年）
  - BRAND NEW STORY（オープニングテーマ 歌：東京パフォーマンスドール）
- くつだる。（2014年）
  - マボロシ☆ラ部（挿入歌 歌：マボロシ☆ラ部（堀内まり菜、金井美樹、佐藤日向、島ゆいか））
  - Merry Go World（オープニングテーマ 歌：マボロシ☆ラ部）
  - 記念日ノート（エンディングテーマ 歌：マボロシ☆ラ部）
- トライブクルクル（2014年）
  - HEARTBEAT（オープニングテーマ 歌：lol）
- デンキ街の本屋さん（2014年）
  - 齧りかけの林檎（オープニングテーマ 歌：竹達彩奈）
- 甘城ブリリアントパーク（2014年）
  - エクストラ・マジック・アワー（オープニングテーマ 歌：AKINO with bless4）
  - エレメンタリオで会いましょう！（エンディングテーマ 歌：BRILLIANT4[ミュース (相坂優歌)、シルフィー (黒沢ともよ)、コボリー (三上枝織)、サーラマ (津田美波)]）
  - 素晴ラシキFUN!TASY（第9話劇中歌 歌：BRILLIANT4[ミュース (相坂優歌)、シルフィー (黒沢ともよ)、コボリー (三上枝織)、サーラマ (津田美波)]）
- ジョジョの奇妙な冒険 スターダストクルセイダース エジプト編（2015年）
  - ジョジョ その血の記憶〜end of THE WORLD〜（オープニングテーマ　歌：JO☆STARS〜TOMMY,Coda,JIN〜〈富永TOMMY弘明、Coda、橋本仁〉）
- 暗殺教室（2015年）
  - 自力本願レボリューション (オープニングテーマ 歌: 3年E組うた担〈潮田渚（渕上舞）、茅野カエデ（洲崎綾）、赤羽業（岡本信彦）、磯貝悠馬（逢坂良太）、前原陽斗（浅沼晋太郎）〉)
- 電波教師（2015年）
  - DREAMIN'（エンディングテーマ 歌：東京パフォーマンスドール）
- 空戦魔導士候補生の教官（2015年）
  - D.O.B.（オープニングテーマ 歌：野水いおり）
- フューチャーカード バディファイト100（2015年）
  - Beyond the limits（オープニングテーマ 歌：高橋秀幸）
- やはり俺の青春ラブコメはまちがっている。続（2015年）
  - エブリデイワールド (エンディングテーマ 歌 : 雪ノ下雪乃(CV:早見沙織)＆由比ヶ浜結衣(CV:東山奈央))
- 暗殺教室（第2期）（2016年）
  - QUESTION（オープニングテーマ 歌：3年E組うた担[潮田渚 (渕上舞)、 茅野カエデ (洲崎綾)、 赤羽業 (岡本信彦)、 磯貝悠馬 (逢坂良太)、 前原陽斗 (浅沼晋太郎)]）
  - バイバイ YESTERDAY（オープニングテーマ 歌：3年E組うた担[潮田渚 (渕上舞)、 茅野カエデ (洲崎綾)、 赤羽業 (岡本信彦)、 磯貝悠馬 (逢坂良太)、 前原陽斗 (浅沼晋太郎)]）
  - 月光（挿入歌 歌：宮脇詩音）
  - 旅立ちのうた（挿入歌 歌：3年E組）
  - 卒業証書（挿入歌 歌：宮脇詩音）
- リルリルフェアリル〜妖精のドア〜（2016年）
  - Brand New Days（オープニングテーマ 歌：Apink）
- ネトゲの嫁は女の子じゃないと思った?（2016年）
  - 1st Love Story (オープニングテーマ 歌：Luce Twinkle Wink☆)
- 鬼斬（2016年）
  - 姫は乱気流☆御一行様（オープニングテーマ 歌：STARMARIE）
- リルリルフェアリル〜魔法の鏡〜（2017年）
  - ぱぴぷぺPON! （オープニングテーマ 歌：Apink）
- 異世界食堂（2017年）
  - One In A Billion（オープニングテーマ 歌：Wake Up, May'n!（Wake Up, Girls!×May'n））
- 新幹線変形ロボ シンカリオン（2018年）
  - 進化理論 (オープニングテーマ 歌：BOYS AND MEN)
- キャプテン翼（第4作） （2018年）
  - スタートダッシュ！（オープニングテーマ 歌：ジャニーズWEST）
- キラッとプリ☆チャン（2018年）
  - Go! Up! スターダム!（オープニングテーマ 歌：Run Girls, Run!）
- ジョジョの奇妙な冒険 黄金の風（2019年）
  - 裏切り者のレクイエム（オープニングテーマ 歌：ハセガワダイスケ）
- アズールレーン（2019年）
  - graphite/diamond（オープニングテーマ 歌：May'n）
- 新サクラ大戦 the Animation（2020年）
  - 桜夢見し（エンディングテーマ 歌：帝国歌劇団・花組＆エリス、ランスロット、ユイ ）
- もっと!まじめにふまじめ かいけつゾロリ（2020年、2022年）
  - もっと！もっと！かいけつゾロリ（第1シリーズ・第2シリーズオープニングテーマ 歌：山寺宏一）
  - 大逆転どっこいSHOW（第3シリーズオープニングテーマ、映画エンディングテーマ 歌：山寺宏一）
  - ハッスル2022（映画オープニングテーマ 歌：山寺宏一、REIKA MOMOKA）
- やはり俺の青春ラブコメはまちがっている。完 (2020年)
  - ダイヤモンドの純度（エンディングテーマ 歌：雪ノ下雪乃（CV:早見沙織）＆由比ヶ浜結衣（CV:東山奈央））
- キミと僕の最後の戦場、あるいは世界が始まる聖戦(2020年)
  - Against.（オープニングテーマ 歌：石原夏織）
- WAVE!!〜サーフィンやっぺ!!〜(2020年、2021年)
  - SURFDAYS（劇場版第三章エンディングテーマ 歌：波乗りボーイズ）
  - One more chance, One Ocean（エンディングテーマ 歌：波乗りボーイズ）
  - BFF〜Best Friends Forever〜（エンディングテーマ 歌：オオアライトライ[陽岡マサキ（前野智昭）、秋月ショウ（小笠原仁）、田中ナル（中島ヨシキ）]）
- 死神坊ちゃんと黒メイド（2021年、2023年、2024年）
  - 夜想曲（ノクターン）（第1期エンディングテーマ 歌：アリス（真野あゆみ））
  - Make a wish（第1期挿入歌 歌：坊ちゃん（花江夏樹）&アリス（真野あゆみ）&ロブ（大塚芳忠）&ヴィオラ（水瀬いのり）&カフ（倉持若菜）&ザイン（神谷浩史））
  - 君とレヴュー（第2期オープニングテーマ 歌：坊ちゃん（花江夏樹）&アリス（真野あゆみ））
  - サーカスナイト（第2期挿入歌 歌 : 岡崎昌幸、竹内浩明、大木理紗、ENA☆）
  - エトワールメモワール（第3期エンディングテーマ、歌：アリス（真野あゆみ）[8]）
- ジョジョの奇妙な冒険 ストーンオーシャン（2021年、2022年）
  - STONE OCEAN (オープニングテーマ 歌：ichigo from 岸田教団&THE明星ロケッツ)
  - Heaven’s falling down（オープニングテーマ 歌：sana (sajou no hana)）
- 金装のヴェルメイユ〜崖っぷち魔術師は最強の厄災と魔法世界を突き進む〜(2022年)
  - Abracada-Boo（オープニングテーマ 歌：石原夏織）
- 風都探偵（2022年）
  - Private Eye（オープニングテーマ 歌：Big Gadgets ft.上木彩矢 w TAKUYA）
  - W-G-X 〜W Goes Next〜（挿入歌 歌：上木彩矢 w TAKUYA）
  - Let's go ahead（挿入歌 歌：風祭メグ（Machico））
- 冰剣の魔術師が世界を統べる（2023年）
  - Dystopia（オープニングテーマ 歌 - AYAME（from AliA）
- アリス・ギア・アイギス Expansion（2023年）
  - Just a little bit（エンディングテーマ 歌 - 堀内まり菜）
- でこぼこ魔女の親子事情（2023年）
  - Sugar Doughnuts（オープニングテーマ 歌 - 水樹奈々）
- 逃走中 グレートミッション（2024年）
  - Baddest Behavior（エンディングテーマ 歌 - TEMPEST）
- ささやくように恋を唄う（2024年）
  - Follow your arrows（オープニングテーマ 歌 - 笹倉かな「SSGIRLS」名義）
- 戦隊レッド 異世界で冒険者になる（2025年）
  - Cuz I（オープニングテーマ 歌 - 牧島輝[9]）

### その他
- 夢は終わらない 〜こぼれ落ちる時の雫〜 （ゲーム『テイルズ オブ ファンタジア』（1995年）オープニングテーマ 歌：吉田由香里、よーみ）
- Adven-TVマン キャプテンTRY（テレビユー山形マスコットキャラクター「キャプテンTRY」イメージソング 作曲 - 廣田健 / 歌 - 山崎燿）
- ウィーアー! super-EX. Ver（『ONE PIECE グランドバトル! 2』『ONE PIECE グラバト! RUSH』主題歌 歌：きただにひろし）
- HERO（仮面ライダー生誕45周年記念ソング 2017年、歌：RIDER CHIPS&仮面ライダーGIRLS）
- 翼を持つ者 〜Not an angel Just a dreamer〜（日本動画協会「アニメNEXT100」プロジェクト公式ソング、2017年、畑亜貴と共同作詞）
- 新サクラ大戦（2019年）
  - スタァ誕生（キャラクターソング 歌：神崎すみれ（C.V.富沢美智恵）＆竜胆カオル（C.V.石川由依）＆大葉こまち（C.V.白石涼子））[10]。
- アイドルマスターシンデレラガールズ　スターライトステージ「ヒーローヴァーサスレイナンジョー」（2020年、作曲渡辺宙明、編曲大石憲一郎）
- Thunderbolt Fantasy 東離劍遊紀 第二期（作・編曲 - 澤野弘之 / 歌 - 西川貴教）
  - His/Story（mpiと共同作詞））
  - Roll The Dice
- 「Go get‘em」（2013年、歌：仮面ライダーGIRLS）バンダイナムコゲームス『仮面ライダー バトライド・ウォー』テーマソング
- 「Break the shell」（2014年、歌：仮面ライダーGIRLS）バンダイナムコゲームス『仮面ライダー バトライド・ウォーII』テーマソング
- ぜんぶ勇者が教えてくれた（2022年、歌：遠藤正明）勇者シリーズ30周年記念ソング
- The rose of Versailles（2025年公開予定、劇場アニメ「ベルサイユのばら」予告MUSIC、作曲・編曲：澤野弘之）